# Asynapteron glabriolum
Asynapteron glabriolum là một loài bọ cánh cứng trong họ Cerambycidae.